# Bibeltrogna Vänners sångbok
Bibeltrogna Vänners sångbok från 1937 hade 690 sånger, främst från gamla läsarsångböcker som Pilgrimsharpan, Sions Nya Sånger (vars sista upplaga 1923 gavs ut av Bibeltrogna Vänner), Lovsånger och andeliga visor samt Nilssons sånger. En avdelning psalmer ur psalmboken fanns på slutet. Ett tillägg gavs ut 1980, och 1988 ersattes sångboken av Lova Herren.

### Fotnoter
1. ↑  ”Bibeltrogna vänners sångbok”. Worldcat. 26 februari 1937. https://www.worldcat.org/title/bibeltrogna-vanners-sangbok-till-offentligt-och-enskilt-bruk-utg-av-missionssallskapet-bibeltrogna-vanner-samt-hassleholms-och-n-o-skanes-missionsforeningar/oclc/186338614&referer=brief_results. Läst 16 oktober 2017.
2. ↑  Erik Gruvebäck (26 februari 2010). ”En ny jublande sång”. Linköpings universitet. sid. 18. Arkiverad från originalet den 17 oktober 2017. https://web.archive.org/web/20171017041904/http://www.diva-portal.org/smash/get/diva2:391337/FULLTEXT01.pdf. Läst 16 oktober 2017.